# Killzone: Shadow Fall
Killzone: Shadow Fall (в России известная как «Killzone: В плену сумрака») — компьютерная игра в жанре шутера от первого лица, разработанная Guerrilla Games для консоли PlayStation 4. Это шестая игра в серии Killzone, и четвёртая для стационарных игровых консолей, которая вошла в стартовую линейку эксклюзивов для PlayStation 4.

## Сюжет
События Killzone: Shadow Fall происходят через 30 лет после событий Killzone 3. Жизнь на родной планете Хелгастов была оставлена в руинах, после взрыва петруситовой бомбы, однако война все ещё продолжается. Межпланетный стратегический альянс (ISA) позволяет беженцам Хелгастам переселиться на планету Векта. Теперь они живут в городе, который разделён большой стеной безопасности. Хелгасты борются за своё право на существование, в то время как Вектанцы готовятся к новой битве.

## Разработка
Killzone: Shadow Fall был анонсирован на PlayStation Meeting в феврале 2013 года и был заявлен как эксклюзив для консоли PlayStation 4.
Демоверсия Killzone: Shadow Fall во время анонса PlayStation 4 использовала только 4 гигабайт оперативной памяти из 8 возможных. По данным студии, 3 гигабайта использовалось для заставок, 1,5 — для сохранения нужных файлов в консоли; ещё 1,3 гигабайт памяти занимают текстуры. Согласно Guerrilla Games, демо включает в себя 8200 физических объектов, 500 системных частиц в реальном времени, которые включают в себя «много секретного соуса от Guerrilla Games». По словам генерального директора компании Стюарта Гилрэя, неполное использование возможностей консоли было связано с тем, что Sony не указывала разработчикам технические характеристики, стараясь держать их в тайне вплоть до анонса консоли.

## Восприятие
| Сводный рейтинг       | Сводный рейтинг |
| Агрегатор             | Оценка          |
| --------------------- | --------------- |
| GameRankings          | 73,41 %         |
| Metacritic            | 73/100          |
| Иноязычные издания    |                 |
| Издание               | Оценка          |
| GameSpot              | 7/10            |
| GameZone              | 7/10            |
| Русскоязычные издания |                 |
| Издание               | Оценка          |
| Absolute Games        | 60 %            |
| «Игромания»           | 8/10            |
| GameCount.ru          | 8,5/10          |

| Сводный рейтинг | Сводный рейтинг |
| Агрегатор       | Оценка          |
| --------------- | --------------- |
| GameRankings    | 76,81 %         |

Killzone: Shadow Fall получила положительные и смешанные оценки, от 5 до 9,1 из 10.
Игра заняла третье место в номинации «Шутер года» (2013) журнала «Игромания». Авторский коллектив, однако, отметил, что в игре «очень интересно стрелять, но когда дело доходит до повествования и дизайна уровней — игра спотыкается», «скучные и плоские персонажи, скучный идейный посыл, скучное всё».